# エンテラ
エンテラ（ギリシア語：Ἔντελλα, 英語：Entella）はシケリア（シチリア）内陸部の古代都市で、ヒプサス川（現在のベリーチェ川（en））の河口から約40キロメートル、その左岸にあり、シケリア北岸からもほぼ同距離にあった。

## 歴史
エンテラは非常に古い都市で、シカニ人（シケリア中部の先住民）都市に起源を持つのは明らかであるが、エリミ人（シケリア西部の先住民）、もしかするとトロイア植民都市ともつながりがある。1世紀のローマ帝国の政治家・作家シリウス・イタリクス（en）はエンテラを建設したのはアケステス（en、シケリアの川の神クリニススの息子）で、その妻エンテラから名づけられたとする口伝に触れており 、12世紀の東ローマ帝国の歴史家ツェツェス（en）もこの説を採用している。しかし4世紀の学者セルウィウスは建設者はエリムスで（en、エリミ人の祖でトロイア人とされる）、紀元前1世紀の共和政ローマの詩人ウェルギリウスはアエネーイスの中でアゲステスの友人・同士としてトロイアの英雄エンテルス（en）が建設したとしている。紀元前5世紀のギリシアの歴史家トゥキディデスはエリミ人都市としてはエリュクスとセゲスタのみをあげており、エンテラはシカニ人あるいはシケル人（シケリア東部の先住民）起源と考えてる。
エンテラが最初に歴史に登場するのはディオドロスの記述による。紀元前404年に、カルタゴ軍に雇われたカンパニア人傭兵が平和的にエンテラに進駐したが、突如住民に刀を向け、男性を殺して自身が都市の支配者となり、そのまま何年も居座ったというものである。その後のシュラクサイの僭主ディオニュシオス1世とカルタゴの戦争の間、エンテラを占領したカンパニア人傭兵はカルタゴ軍側として戦い、紀元前396年の講和で5都市を除くシケリアの全都市がディオニュシオスの支配下となった際も、エンテラはカルタゴ側に残った5都市の一つであった。
紀元前368年に、ディオニュシオスはようやくエンテラを攻略した。カンパニア人は依然としてエンテラを保持していたが、その後はカルタゴと敵対することとなる。しかし紀元前345年にカルタゴはエンテラ周辺を略奪して、またこれを包囲した。その後直ぐにエンテラがカルタゴの手に陥ちたのは明らかであるが、紀元前342年頃にはティモレオンが奪回した。ティモレオンはシケリアの全都市から僭主を追放して民主政治を復活させた。
その後のエンテラに関する記載は少ない。第一次ポエニ戦争の記録の中にはエンテラの名前が何度か現れるが、ローマとカルタゴの戦争に苦しむことは無かったようである。その後シケリアがローマのシキリア属州となると、エンテラはそこそこ繁栄したムニキピウム（自治都市）として存続した；その領域ではワインが豊富に生産され、穀物も豊かであった。紀元前1世紀のローマの政治家キケロはその産業に関わる住民を賞賛しているが、しかし他のほとんどのシキリアの都市と同じく、シキリア総督ガイウス・ウェッレス（en）の悪政に苦しんだ。
エンテラの名前は大プリニウス（「傭兵」の供給元として）やプトレマイオスの記述にも登場するが、これ以降の古代の記録はない。もっとも都市自体は中世まで存在し続け、13世紀になってサラセン人が要塞に作り変えた。しかし、神聖ローマ帝国皇帝フリードリヒ2世がこれを攻略して破壊し、住民はナポリに近いノチェーラに移された。この付近は16世紀の歴史家トマソ・ファッツァーロ（en）の時代でも古代の名前で呼ばれており、ファッツァーロは三方向を急な谷間に囲まれ、頂上部にかなりの広さの平地を持つ自然の要害と述べている。

## 現状
現在の行政区分では、パレルモ県コンテッサ・エンテッリーナのロッカ・ディ・エンテラ山に該当する。ベリーチェ川はこの山にぶつかり、北から西へと向きを変えている。ファッツァーロの時代に残っていたのは中世都市の遺跡とサラセン人の城跡であった。しかし、現在では古代の遺跡が発掘されている。

### 中世の要塞およびヘレニズム・ローマ期の建物
ロッカ・ディ・エンテラ山頂上平坦部の南端には中世にサラセン人の要塞が作られていた（12世紀 - 13世紀半ば）。要塞は塔と傾斜路をもち、周辺の空き地には植物が植えられていた。この建物は北アフリカのものと類似した特長を持っている。南側には小さな道路に沿ってヘレニズム期の建物（紀元前4世紀-3世紀）があるが、火によって破壊されている。発掘された遺物には奉納された瓶などがある。また、紀元前1世紀のローマ期の住居跡もある。

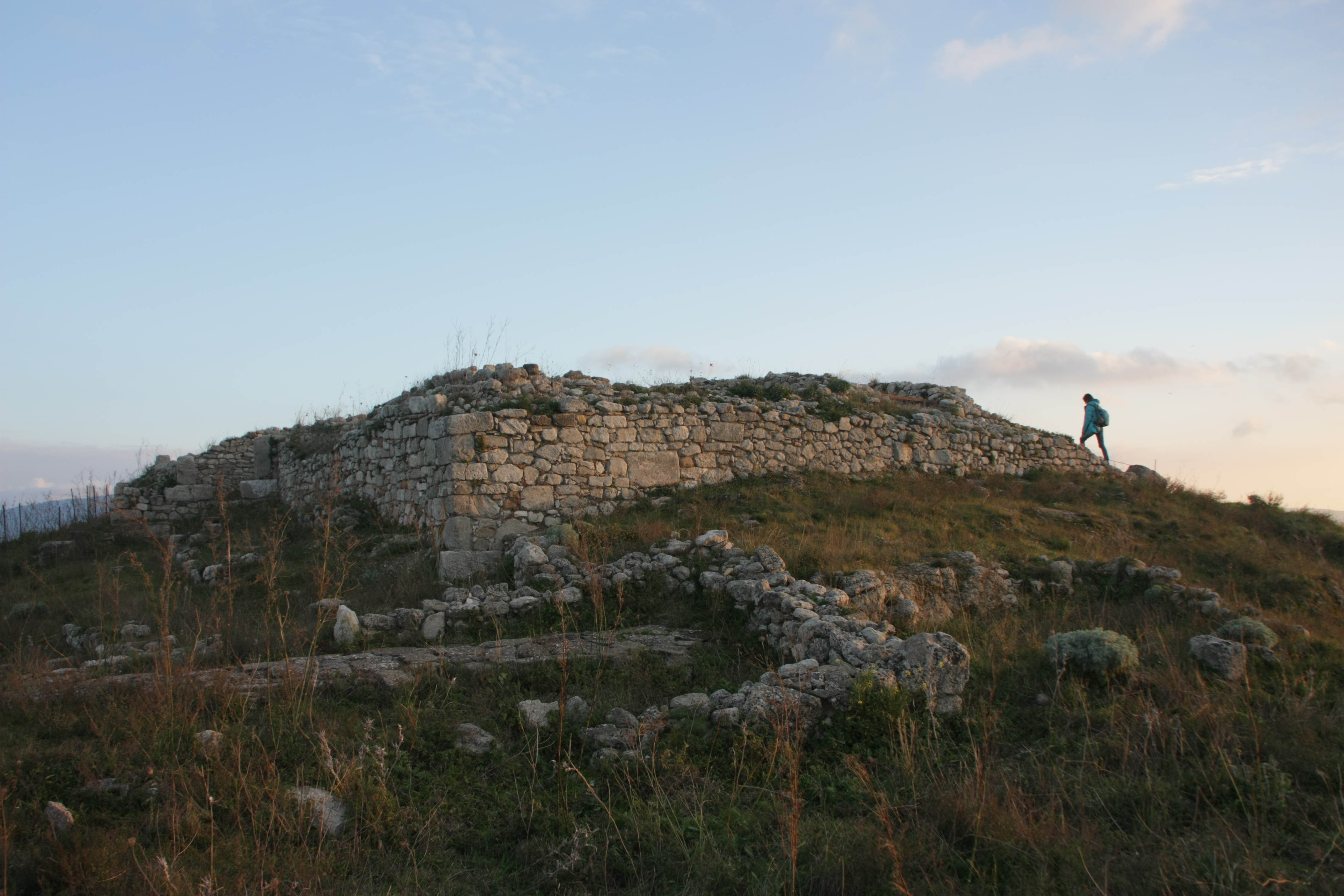
中世の要塞
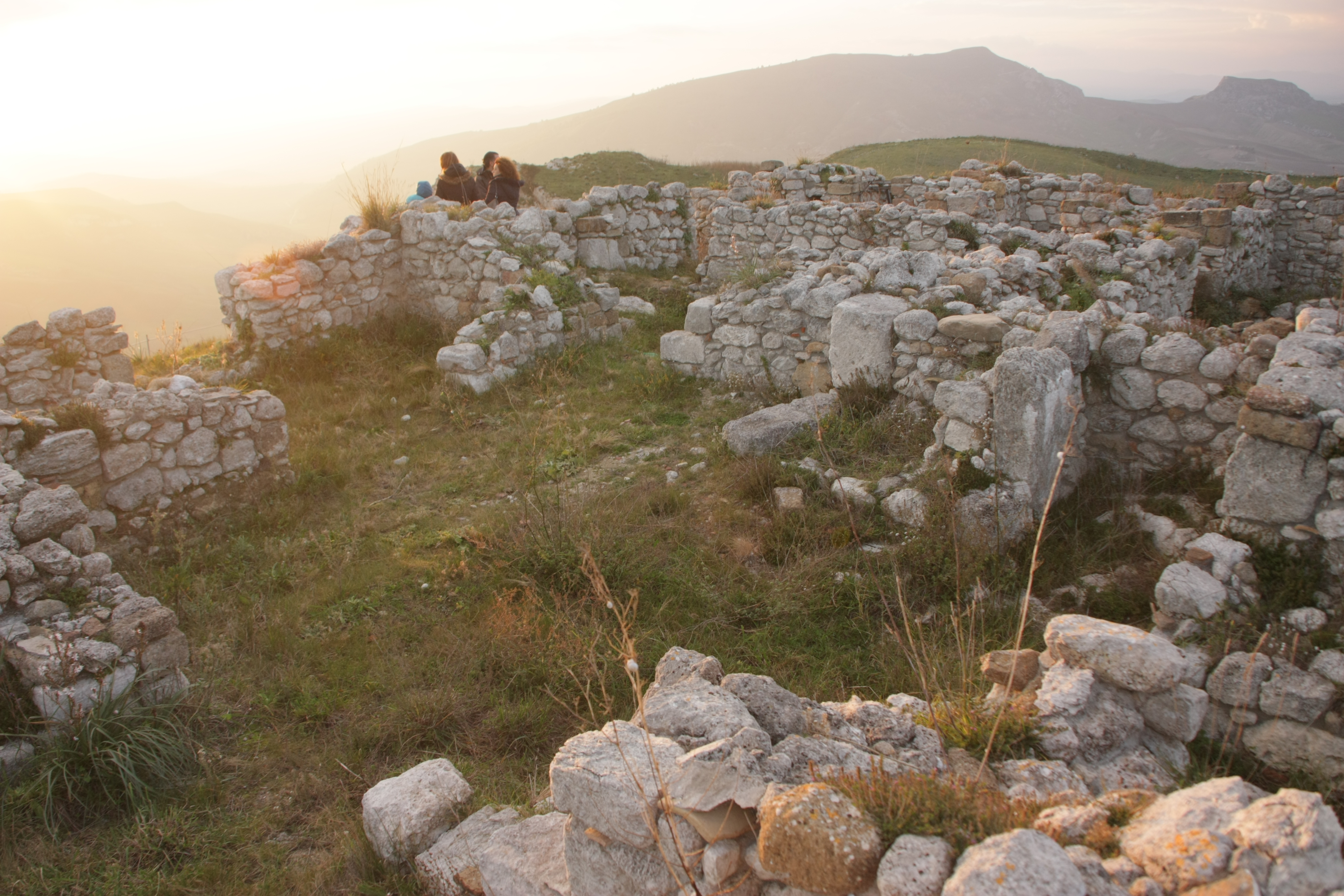
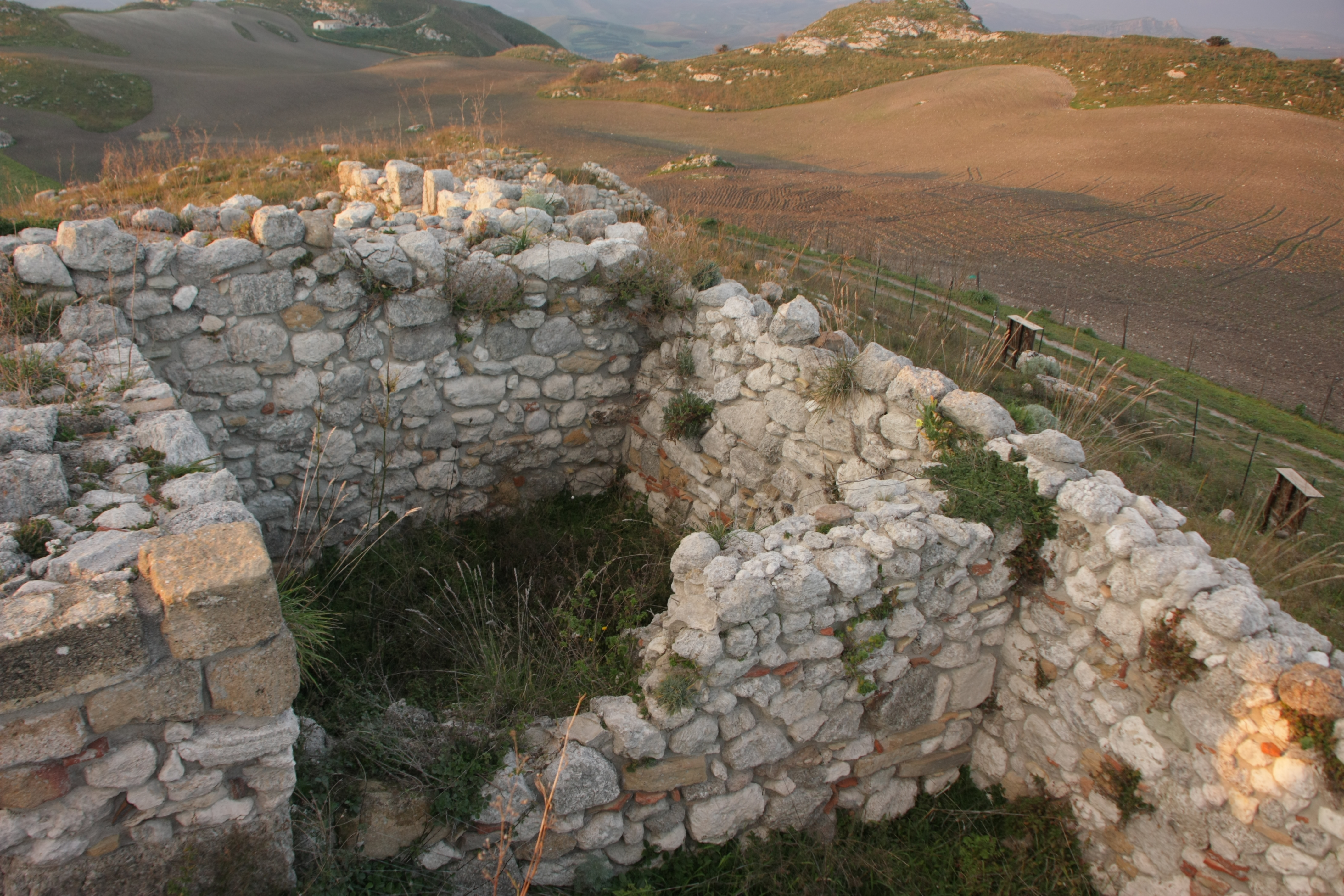

### 城壁

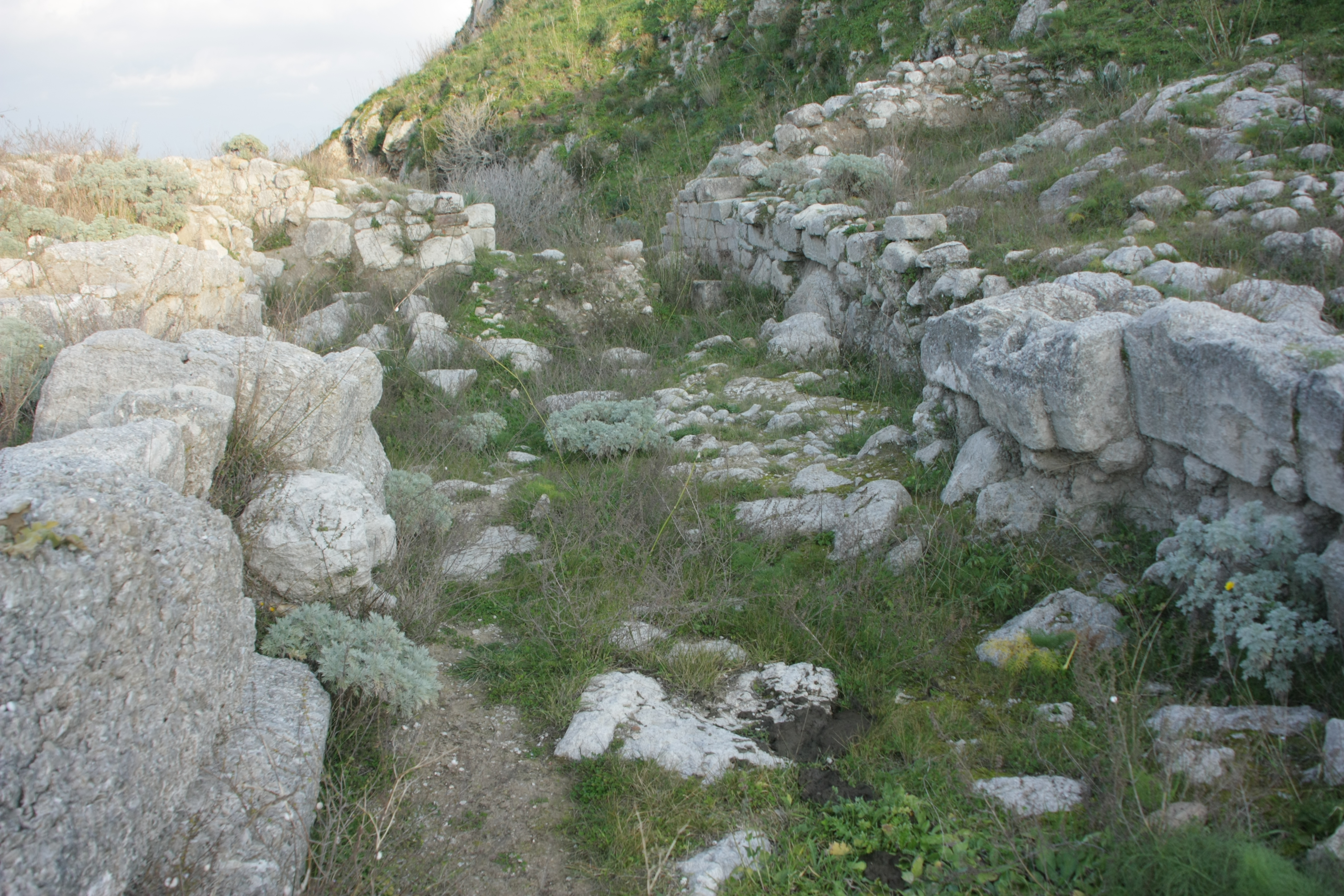
エンテラ北側の城壁

ロッカ・ディ・エンテラ山の北側は侵入しやすい地形になっているため、長さ2,800メートルの城壁が築かれていた。北西の城門は良く残っており、現在でもそこまで道路がつながっている。北東の城門への道路は判別しにくいが、そこからアゴラにつながっていた。近年の発掘により、北西の城門近くにイスラム期のネクロポリスが発見されている。

### アゴラ
東の谷には公共の建物の遺跡がある。ペリスタイルを持たず、祭壇が内部にある紀元前5世紀の最初の10年間に建てられた神殿、紀元前4世紀に建てられ紀元前3世紀中に焼けた穀物倉庫である。この建物はアゴラと同じ高さの床面をもっている。倉庫の基礎を作る際の奉納物も発見されており、典型的なデーメーテール神の様式である。建物には石と石膏が使われている。最近の発掘では、岩に掘られた大きな部屋や紀元前4世紀後半の奉納物などが見つかっている。

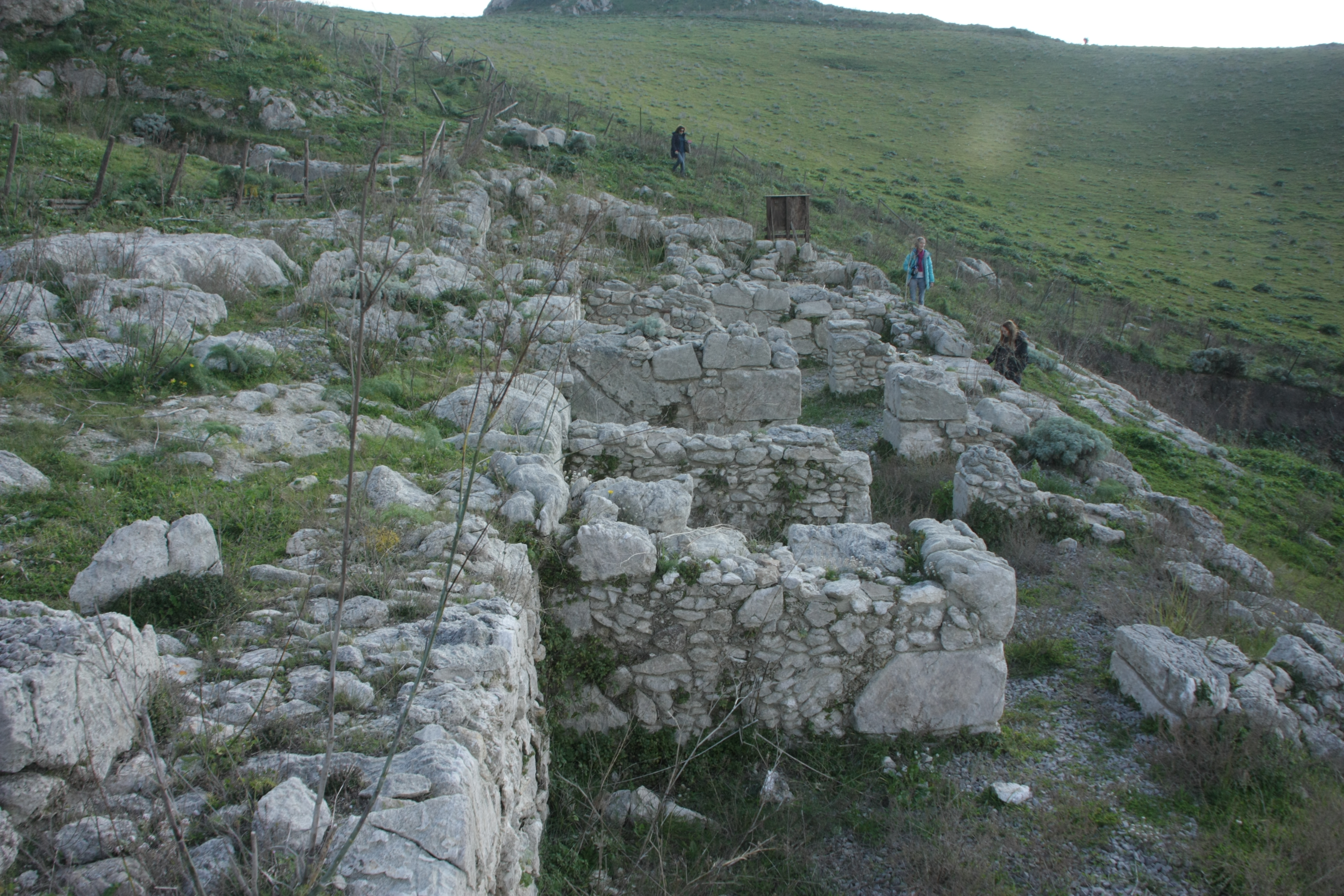
アゴラ
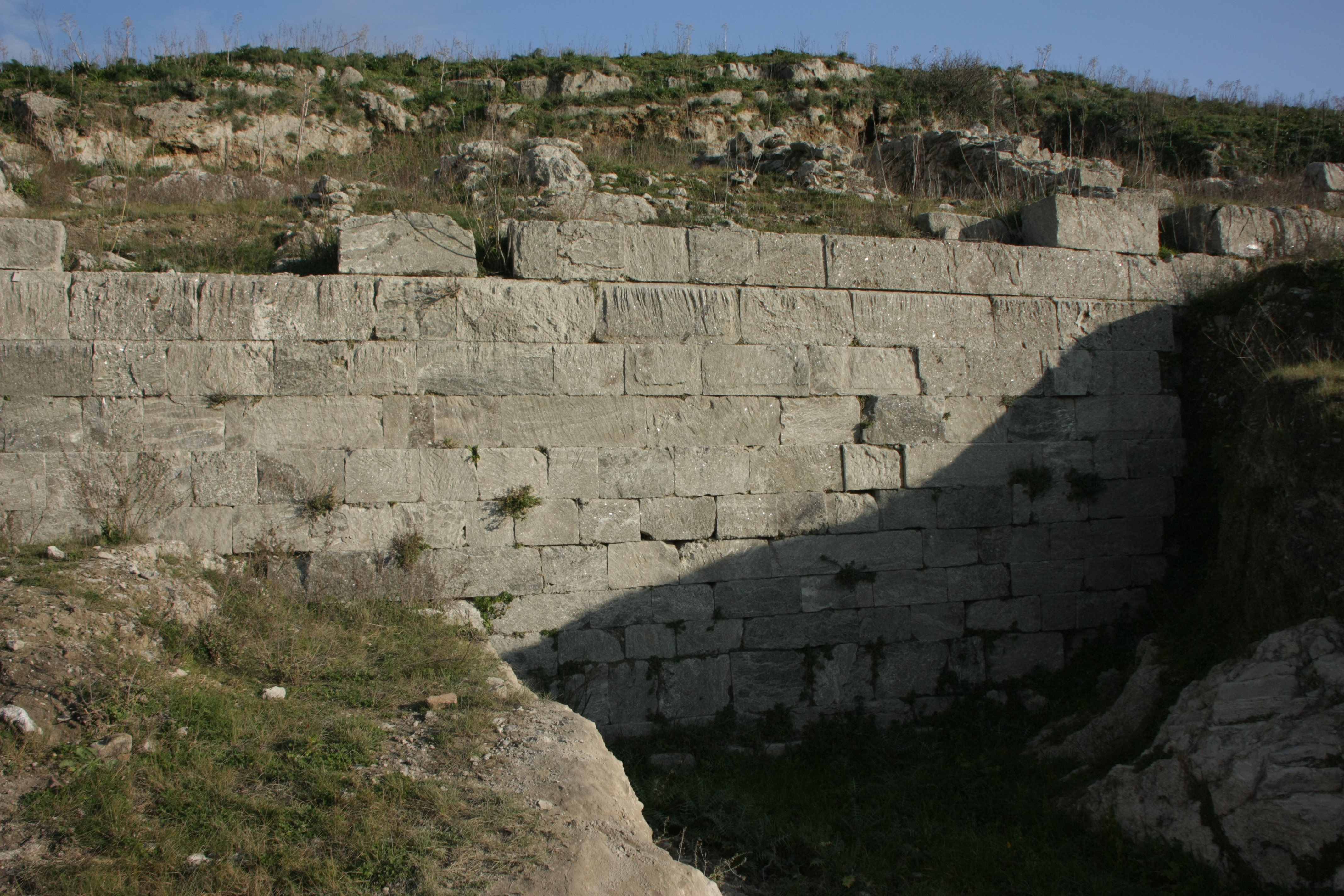
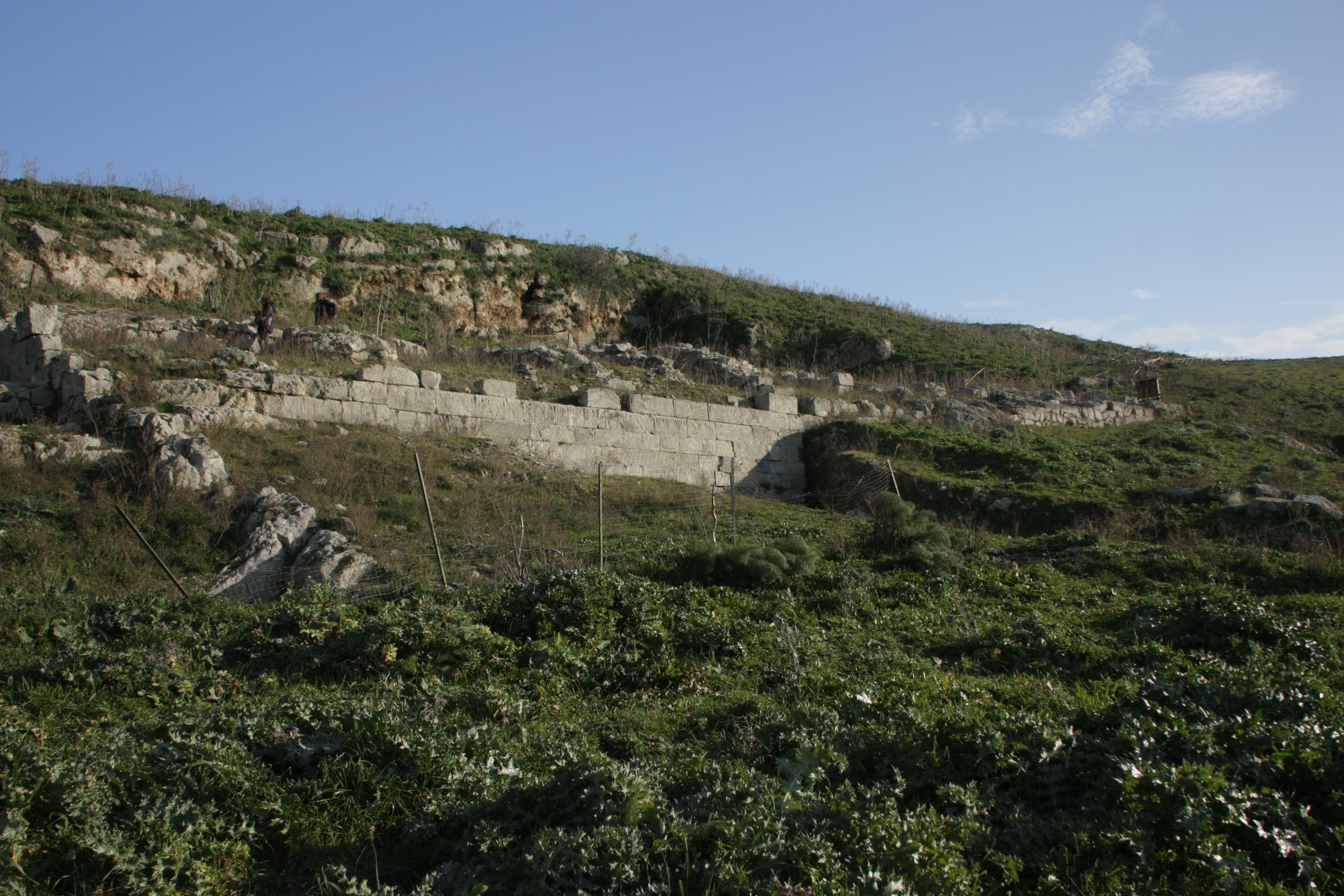
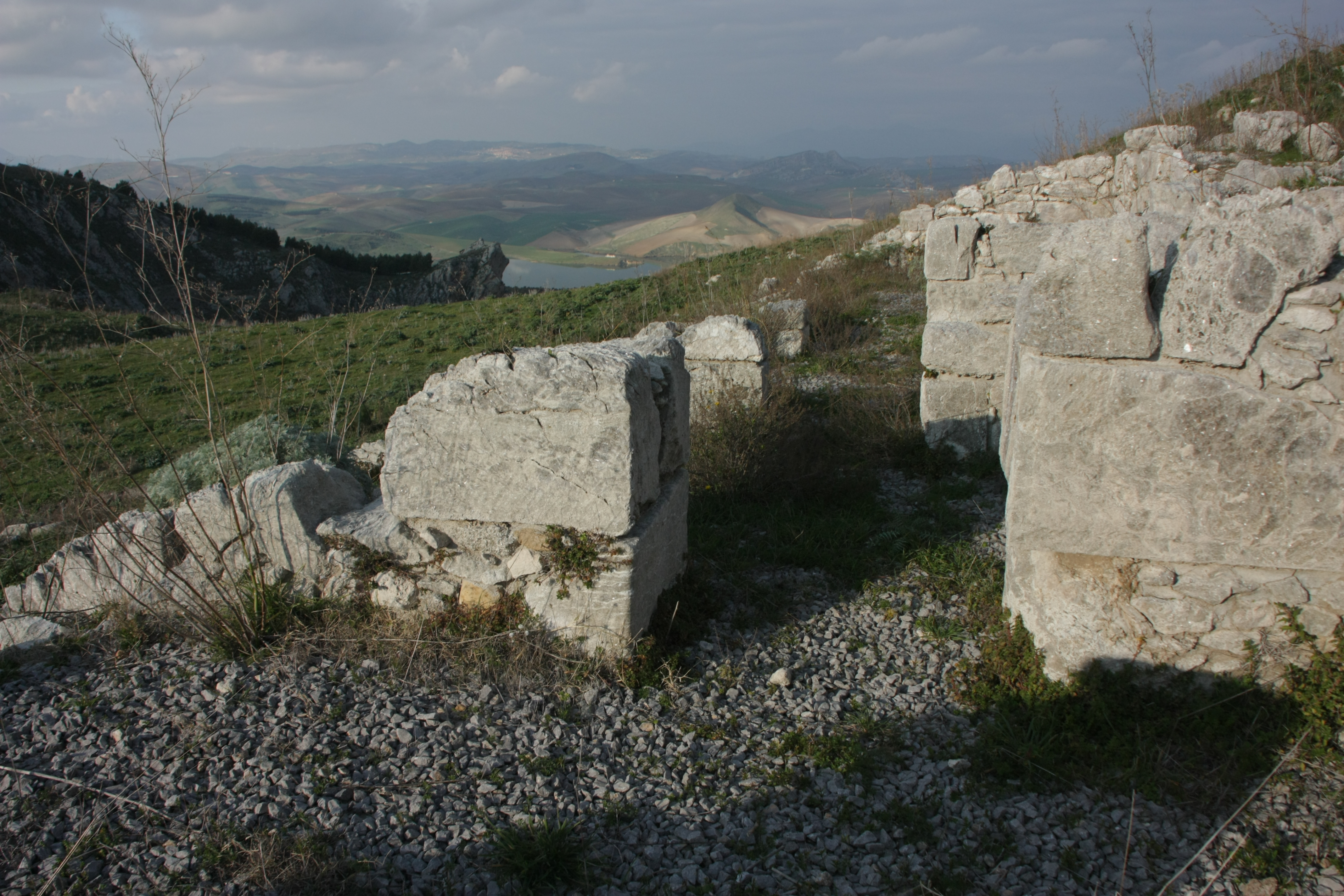

## コイン
現存するエンテラの古いコインには、全体にΕΝΤΕΛΛΙΝΩΝの刻印があるが、カンパニア人支配時代のそれには、片側にΕΝΤΕΛΛΑΣ反対側にΚΑΜΠΑΝΩΝと刻印されている。

## 参照
1. ↑  Trismegistos GEO ID: 38465 http://www.trismegistos.org/place/38465
2. ↑  Wilson, R., DARMC, R. Talbert, S. Gillies, V. Vitale, J. Prag, J. Becker, T. Elliott. “Places: 462197 (Entella)”.   Pleiades. 2015年10月18日閲覧。
3. ↑  Entella Hectoreo dilectum nomen Acestae, Silius Italicus xiv. 205.
4. ↑  Tzetzes ad Lycophron 964.
5. ↑  Servius Institionum divinarum v. 73.
6. ↑  The Aeneid v. 387.
7. ↑  Thucydides, vi. 2.
8. ↑  Diod. xiv. 9; Ephorus, ap. Stephanus of Byzantium s. v. Ἔντελλα.
9. ↑  Diod. xiv. 48, 61.
10. ↑  Id. xv. 73, xvi. 67, 73.
11. ↑  Diod., xxiii. 8.
12. ↑  Silius Italicus xiv. 204.
13. ↑  Cicero Verr. iii. 4. 3.
14. ↑  iii. 8. s. 14.
15. ↑  iii. 4. § 15.
16. ↑  Tommaso Fazello de Reb. Sic. x. p. 472; Amic. Lex. Topogr. Sic. vol. ii. p. 241; Cluverius|Cluver. Sicil. p. 376.

- この記事には現在パブリックドメインである次の出版物からのテキストが含まれている: Smith, William, ed. (1854–1857). "Entella". Dictionary of Greek and Roman Geography. London: John Murray.